# 曼弗雷多·杜卡莫
曼弗雷多·佩迪高·杜卡莫（葡萄牙語：Manfredo Perdigão do Carmo，1928年8月15日—2018年4月30日）生于巴西阿拉戈斯州马塞约，是一名巴西微分几何学家。

## 生平
1963年，杜卡莫在加州大学伯克利分校取得了博士学位，导师是陈省身。在1965年和1968年，他两度取得古根汉基金会颁发的英語：，羅馬化：Guggenheim Fellowship，直译：「奖励金」。他是巴西科学会会员和发展中国家科学协会(TWAS)会员。他得过巴西国家科学技术奖(由发展认定与技术国家委员会(CNPq)颁发)，国家优秀贡献表彰(Ordem Nacional do Mérito Cientifico，1995年)，阿拉戈斯大学荣誉讲师称号(1991年)。他也是美国数学学会的成员。
杜卡莫的主要研究成果集中于黎曼流形、流形的拓扑结构、等距浸入的硬直性(rigidity)和凸性、极小曲面、超曲面的稳定性、等周问题、球的子流形、常均值曲线(constant mean curvature)以及渐逝标量值曲线(vanishing scalar curvature)的流形等方向。杜卡莫写的3本教科书曾被译成多种语言，并曾被哈佛大学和哥伦比亚大学等学校采用为教材。
1978年，他受邀在于赫尔辛基举行的国际数学家大会上作了题为《极小曲面：稳定性与有限性》("Minimal Surfaces: Stability and Finiteness")的发言。
2018年4月30日，杜卡莫去世，享年89岁。
他的学生有Celso Costa、Marcos Dajczer和Keti Tenenblat。

## 著作
- [曲线和曲面的微分几何]. Prentice-Hall. 1976 （英语）.
- [黎曼几何]. Birkhäuser. 1992 （英语）.
- [微分形式及其应用]. Universitext. Springer Verlag. 1994 （英语）.